# Adhémar Jean Claude Barré de Saint-Venant
Adhémar Jean Claude Barré de Saint-Venant   (Castell de Fortoiseau, 23 d'agost de 1797 - Saint-Ouen, 6 de gener de 1886) va ser un enginyer, físic i matemàtic francès.

## Biografia
Fill de Jean Barré de Saint-Venant, (Niort, 1737 - París, 1810), oficial, colonial a l'Illa de Santo Domingo, i de Marie-Thérèse Josèphe Laborie (Cap-Français, actual Cap-Haïtien, Haití 1769 - 1837), va entrar a l'École polytechnique el 1813, i s'hi graduà amb el número u de la seva promoció el 1816. Alumne de Joseph-Louis Gay-Lussac, s'apassionà en principi per la química, cosa que el feu optar, en titular-se, pel Servei de les Pólvores i els Salpetres (futura École nationale supérieure de techniques avancées), on destacà pel descobriment d'un procediment ràpid de dosificació del clor. Al cap de set anys, aconseguí canviar de carrera i entrà a l'École des ponts et chaussées, on també s'hi graduà com a millor del seu curs, el 1825.
Destinat a Guéret com a enginyer, destaca per la construcció d'un pont en carcassa sobre la Cruesa, on emprà per primera vegada la teoria del «lliscament» que havia de desenvolupar més tard, i que assentà la seva reputació com a físic i matemàtic.
A continuació entrà al servei del canal d'Arles, després al del canal del Nivernais, i finalment al servei del Departament de Yonne. Hidràulic reconegut, el 1839 va ser nomenat enginyer en cap i agregat als serveis viaris (el "pavé",) de la ciutat de París, on contribuí a fer acceptar el principi de plantar arbres al llarg de les grans avingudes. Com que també era professor de l'École des Ponts et Chaussées, el 1841 va ser invitat a escollir entre l'enginyeria i la docència, motiu pel qual va abandonar les classes. Tot i així, el 1843 va ser passat a la reserva i el 1848 va ser destituït pel govern provisional. Se li confia, el 1850, el curs d'enginyeria rural de l'Institut agronòmic. La institució va ser suprimida el 1852, i Saint Venant tornà a la vida privada tot continuant els seus treballs científics, que donaren lloc a nombroses publicacions.
Encara que mai havia tingut relacions professionals o personals amb la Sologne, per filantropia s'interessa molt aviat per aquesta regió llavors reputada per la insalubritat i la misèria. L'octubre de 1826, efectua un primer viatge a la regió, i en feu un segon el 1828. Concebé llavors el projecte d'un canal que permetria portar a la Sologne la marga dels confins del Berry, i les aigües del Sauldre pel regadiu d'una part de la regió. El 1844, en el transcurs d'un tercer viatge, amplià les seves recerques i dibuixà els plànols d'un futur Canal de la Sauldre, que proposà endebades al ministeri de Treballs públics. Posteriorment, però amb importants modificacions respecte al projecte inicial, aquest fou realitzat de 1848 a 1868, sense que ningú es referís llavors ni als seus treballs, ni al seu paper a favor de la Sologne.
De 1838 a 1849, Adhémar Barré de Saint-Venant presentà diverses memòries a l'Acadèmia francesa de les ciències, entre les quals dues sobre resistència i l'elasticitat de peces sòlides, en les quals exposa la famosa teoria del «lliscament» que porta el seu nom. Entre els nombrosos treballs que van seguir, dos cridaren l'atenció dels científics: una memòria sobre la torsió dels prismes (1855), i un altre sobre la flexió (1856), on mostrà les deformacions sofertes per un cos cilíndric o prismàtic («problema de Saint-Venant»). Se li deuen encara nombroses publicacions (La qüestió del xoc de les barres 1853-1866; La teoria general de l'Elasticitat, 1868; El balanceig sobre la mar agitada, 1871; etc.). Tots aquests estudis li valgueren que el 1868 se'l fes membre de l'Acadèmia de les ciències).
El 1843 va derivar les equacions de Navier-Stokes per modelar el moviment d'un fluid en funció de les forces de lliscament i normals exercides en ell. Amb aquestes equacions va modelitzar  la propagació de les onades dins dels canals.
El 1869, Adhémar Barré de Saint-Venant rebé del papa Pius IX el títol de comte. Per altra banda, fou president de la Société archéologique du Vendômois, cosa que el portà a publicar el 1863 un Informe sobre el projecte de redacció d'un diccionari geogràfic del districte de Vendôme, que serviria de punt de partida al seu fill Raoul (1845- 1920) per al seu Diccionari topogràfic, històric, biogràfic, genealògic i heràldic del Vendômois (3 volums, 1914-1917). Va ser nomenat cavaller (25 d'abril de 1847) i oficial (13 d'agost de 1865) de l'Orde de la Legió d'Honor.
Saint Venant va ser mestre d'Alfred-Aimé Flamant i de Joseph Boussinesq.